# كليبار (مترو باريس)
كليبار (بالفرنسية: Kléber)‏ هي محطة مترو تابعة لمترو باريس تقع في فرنسا في الدائرة السادسة عشرة في باريس.[بحاجة لمصدر]